# Апа
Апа (рум. Apa) — село у повіті Сату-Маре в Румунії. Адміністративний центр комуни Апа.
Село розташоване на відстані 431 км на північний захід від Бухареста, 23 км на схід від Сату-Маре, 113 км на північ від Клуж-Напоки.

## Населення
За даними перепису населення 2002 року у селі проживали 2516 осіб.
Національний склад населення села:
| Національність | Кількість осіб | Відсоток |
| -------------- | -------------- | -------- |
| румуни         | 1687           | 67,1%    |
| цигани         | 428            | 17,0%    |
| угорці         | 399            | 15,9%    |

Рідною мовою назвали:
| Мова      | Кількість осіб | Відсоток |
| --------- | -------------- | -------- |
| румунська | 2074           | 82,4%    |
| угорська  | 439            | 17,4%    |